# ابو یوسف یعقوب المنصور
ابو یوسف یعقوب المنصور (انگلیسی: Abu Yusuf Yaqub al-Mansur؛ 1160 – ۱۱۹۹ (۳۸−۳۹ سال))، سومین خلیفه موحدون و جانشین
یوسف بن عبدالمؤمن است که به مدت ۱۵ سال بر مغرب و اندلس حکومت کرد. وی سرانجام در سال ۱۱۹۹ میلادی درگذشت و محمد الناصر به قدرت رسید.